# Family (álbum de Think About Life)
Family es el segundo álbum de estudio de la banda Think About Life, lanzado el 26 de mayo de 2009 por Alien8 Recordings.
En las reseñas favorables, el crítico Ben Rayner dijo que las canciones "Johanna" y "Sofa-bed!" "suenan como la TV en la radio con un sentido más claro de melodía".

## Lista de canciones[5]
1. "Johanna"
2. "Havin' My Baby"
3. "Sweet Sixteen"
4. "Young Hearts"
5. "Wizzzard"
6. "Set You On Fire"
7. "Sofa-bed"
8. "The Veldt"
9. "Nueva Nueva"
10. "Life Of Crime"

## Personal
- Martin Cesar[6]
- Graham Van Pelt[7]
- Matt Shane[8]